# Stary cmentarz żydowski we Włoszczowie
Stary cmentarz żydowski we Włoszczowie – kirkut mieści się przy dawnej ul. Strumień, obecnej Kościuszki - naprzeciwko synagogi. Został założony w połowie XIX wieku. Został zniszczony podczas II wojny światowej. Obecnie w jego miejscu znajdują się budynki mieszkalne. Nie zachowały się żadne nagrobki.